# Małgorzata Wojtkowiak
Małgorzata Wojtkowiak (Poznań, 30 gennaio 1982) è una schermitrice polacca, vincitrice di due medaglie d'oro, una d'argento ed una di bronzo ai campionati mondiali di scherma.

## Palmarès
In carriera ha conseguito i seguenti risultati:
- Mondiali di scherma

Lisbona 2002: argento nel fioretto a squadre.
L'Avana 2003: oro nel fioretto a squadre.
New York 2004: bronzo nel fioretto a squadre.
San Pietroburgo 2007: oro nel fioretto a squadre.
- Europei di scherma

Funchal 2000: bronzo nel fioretto a squadre.
Mosca 2002: oro nel fioretto a squadre.
Bourges 2003: oro nel fioretto a squadre.
Kiev 2008: bronzo nel fioretto individuale.